# Дмитришин Юрій Богданович
Дмитришин Юрій Богданович (нар. 03.02.1981 р., м. Львів) — практикуючий лікар-стоматолог, хірург-імплантолог, громадський активіст, волонтер, учасник Революції гідності, засновник ГО «Швидка медична допомога Майдану», співзасновник ініціативи громадських організацій «Допомога Армії України», керівник медичного батальйону «Святого Серця», хірург вищої категорії відділення щелепово-лицевої хірургії Львівської обласної клінічної лікарні, засновник Медичного центру імплантації зубів та естетичної медицини «Dmytyshyn Institute», засновник освітньої платформи для практикуючих стоматологів Dmytryshyn Institute, співзасновник Некомерційного клубу стоматологів України, президент Ротарі-клубу «Львів-Замок» (2017—2018 рр.), кавалер Ордену «За заслуги» третього ступеня.

## Біографія
Юрій Дмитришин народився 3 лютого 1981 р. у м. Львові в родині переселенців з Лемківщини. 
У 1988—1991 рр. був актором Львівського національного академічного театру опери та балету імені Соломії Крушельницької. 
У 1998 - 2001 рр. навчався у Львівському державному коледжі харчової та переробної промисловості. 
У 2001 - 2006 рр. навчався на стоматологічному факультеті Львівського національного медичного університету імені Данила Галицького.  
У 2006—2008 рр. проходив інтернатуру за спеціальністю «загальна стоматологія» у Львівському національному медичному університеті імені Данила Галицького. 
Протягом 2008—2009 рр. навчався на факультеті післядипломної перепідготовки Івано-Франківського національного медичного університету за спеціальністю «хірургічна стоматологія». 
У 2015 році здобув другу вищу освіту в Львівському національному університеті імені Івана Франка за спеціальністю "право". 
У 2019 році здобув третю вищу освіту в Львівському регіональному інституті державного управління Національної академії державного управління при Президентові України  за спеціальністю "публічне управління та адміністрування". 

## Професійна діяльність
У 2007 р. розпочав приватну стоматологічну практику.
З 2012 р. — хірург відділення щелепно-лицевої хірургії Львівської обласної клінічної лікарні.
У 2008 р. заснував Медичний центр імплантації зубів та естетичної медицини «Dmytryshyn  Institute».
У 2016 р. отримав статус почесного лектора всесвітньої організації Open Dental Community.
У 2019 році заснував освітню платформу для практикуючих стоматологів Dmytryshyn Institute.

## Громадська та волонтерська діяльність
У 2013 р. з ініціативи Юрія Дмитришина було організовано курси щодо надання домедичної та першої медичної допомоги людям, які зазнали ушкоджень, збір медикаментів та коштів для мітингувальників Львова і Києва, складено схему транспортування активістів і зібраної гуманітарної допомоги до столиці. 
У 2013 році Юрій Дмитришин створив ГО «Швидка медична допомога Майдану» та налагодив співпрацю з медиками-волонтерами та лікарнями Київщини. Разом із побратимами-майданівцями займався транспортуванням травмованих учасників Революції гідності для продовження лікування закордоном, зокрема у Республіці Польща.
З часу анексії Кримського півострова Ю. Дмитришин займався медичним забезпеченням та сприяв у поселенні кримчанам, які переїхали до Львова чи області. 
Із початком АТО на Сході України Юрій Дмитришин став співзасновником ГІ «Допомога Армії України», ініціативи громадських організацій, що виникли під час Революції гідності. Активісти Львова почали збирати кошти, закуповувати бронежилети, каски, амуніцію, форму, берці, ноші, аптечки, прилади нічного бачення, а також згромаджувати продукти харчування, теплі речі та медичні препарати, зібрані волонтерами в торгових центрах, аптеках, окремих магазинах для транспортування машин і контейнерів на Схід України.
У червні 2015 р. Ю. Дмитришин пройшов спеціалізований курс «Tactical Combat Care Instructor Training» в Естонському національному коледжі оборони при НАТО та зайнявся створенням пересувного стоматологічного кабінету.  
У липні 2015 року Юрій Дмитришин заснував медичний батальйон «Святого серця». У 2015—2016 рр. медики батальйону надавали стоматологічну допомогу військовим та місцевому цивільному населенню в Донецькій та Луганській областях.
Наприкінці 2016 р. Юрій Дмитришин повернувся до приватної стоматологічної практики та став регіональним координатором проведення Всеукраїнської благодійної акції «Безкоштовна стоматологічна імплантація учасникам АТО». 
З 2017 року  започаткував благодійні місії «Святого Серця» щодо надання стоматологічної допомоги учасникам АТО у місті Львові .
З лютого 2022 року допомагає Захисникам України. За його підтримки було закуплено й передано у зону ведення бойових дій кілька авто, а також проведено стоматологічну імплантацію кільком травмованим військовослужбовцям.

## Відзнаки та нагороди
- 2014 р. — Подяка від Міністерства охорони здоров'я України «За вагомі досягнення у професійній діяльності та сумлінну працю»
- 2014 р. — Почесна грамота Донецької обласної військово-цивільної адміністрації «За особисту мужність та вагомий вклад у розвиток волонтерського руху в регіоні»
- 2014 р. — Почесний знак від Міністерства внутрішніх справ України та Спеціальної моніторингової місії ОБСЄ в Україні «20 років на службі миру»
- 2014 р. — Почесна грамота від міського голови Львова Андрія Садового «За сумлінну працю і жертовність у дні боротьби за волю і єдність України, за вірність професійній клятві, охорону людського життя та з нагоди дня міста Львова»
- 2015 р. — відзнака номінанта «Волонтерської премії 2015 року» громадської ініціативи Євромайдан SOS
- 2015 р. — Подяка від керівництва Краматорського МВК «За надання гуманітарної допомоги»
- 2015 р. — Подяка від Міністерства оборони України «За сумлінне виконання громадянського обов'язку та надання допомоги в медичному забезпеченні особового складу Збройних Сил України, який бере участь в антитерористичній операції в Східних областях України»
- 2016 р. — медаль «Сильному духом» від Збройних Сил України
- 2017 р. — Почесна грамота Верховної Ради України «За особливі заслуги перед Українським народом»
- 2018 р. — Орден «За заслуги» ІІІ ступеня: «За громадянську мужність, самовіддане відстоювання конституційних засад демократії, прав і свобод людини, виявлені під час Революції Гідності, особисті заслуги у захисті державного суверенітету та територіальної цілісності України»[17]
- 2019 р. — Грамота Національної академії сухопутних військ імені гетьмана Петра Сагайдачного «За активну волонтерську діяльність»

## Публікації про Юрія Дмитришина
- Юрій Дмитришин. Про гідність. Волонтерський рух в Україні 2013—2017 років / за ред. М. Литвина та О. Аркуші, упор. Г.Боднар, О. Лукачук, Л. Хлипавка. Львів, 2018. С. 578—592.
- Юрій Дмитришин. Державні нагороди України. Кавалери та лауреати[18]. Том VII. Київ, 2019. С. 155[19].